# Albinus Nance
Pour les articles homonymes, voir Nance.
Albinus Roberts Nance, né le 30 mars 1848 et mort le 7 décembre 1911, est un homme politique républicain américain. Il est le 4e gouverneur du Nebraska entre 1879 et 1883.

## Sources
- (en) Cet article est partiellement ou en totalité issu de l’article de Wikipédia en anglais intitulé « Albinus Nance » (voir la liste des auteurs).